# Diocese de Porto-Santa Rufina
A Diocese de Porto-Santa Rufina (em latim: Portuensis et Sanctae Rufinae) é uma sede suburbicária da Igreja Católica, sufragânea da Diocese de Roma, localizada na Itália, na Província de Roma. A diocese foi erigida no século IV e resulta da fusão de duas antigas sés episcopais: Porto e Santa Rufina. Desde 1966, suas funções são divididas entre um bispo titular (atualmente Beniamino Stella) e um bispo diocesano (atualmente Gianrico Ruzza). Sua sé episcopal é a Catedral dos Sagrados Corações de Jesus e Maria, em La Storta. A diocese abrange cerca de 55 paróquias, assistidas por 104 padres, com aproximadamente 90% da população local sendo batizada.

## História

### Origens
A Diocese de Porto-Santa Rufina formou-se a partir da união de duas antigas sés suburbicárias: Porto e Santa Rufina, ambas localizadas próximas a Roma, na Província de Roma.

#### Porto
O nome Porto origina-se de um porto construído pelo imperador romano Cláudio às margens do rio Tibre, em oposição a Óstia Antiga. Com a expansão da bacia fluvial por Trajano, houve um aumento populacional que tornou Porto independente de Óstia. A cidade teve importância histórica: em 474, o imperador Júlio Nepos forçou Glicério a abdicar próximo a Porto. Durante as Guerra Gótica de 535-554, serviu como base de operações para ostrogodos e bizantinos contra Roma. Nos séculos IX e X, Porto foi saqueada por sarracenos, e em 849, o papa Leão IV estabeleceu defesas costeiras para protegê-la. O cristianismo se estabeleceu rapidamente em Porto, com vários mártires do início da era cristã associados à cidade.

#### Santa Rufina
Santa Rufina desenvolveu-se às margens da Basílica dos Santos Mártires Rufina e Seconda, na Via Aurélia. A construção da basílica é atribuída ao papa Júlio I, com término sob São Dâmaso. Assim como Porto, Santa Rufina foi atacada por sarracenos no século IX, e os esforços de papa Leão IV e Sérgio III não evitaram sua decadência. A primeira menção de Santa Rufina como sé episcopal data do século VI, com o bispo Adeodato presente no concílio presidido por São Símaco, na ausência do papa Vigílio. Historicamente, também era conhecida como Silva Candida, sendo a sé do cardeal Humberto de Silva Candida.

### História posterior
A diocese foi inicialmente chamada de Diocese de Porto, sendo renomeada para Porto e Santa Rufina em 1119 e, finalmente, para Porto-Santa Rufina em 1986. Em 1452, durante o mandato de Francesco Condulmer, o Papa Nicolau V separou temporariamente as sés de Porto e Santa Rufina, atribuindo esta última a John Kemp, arcebispo de Canterbury, até sua morte em 1453, quando foram reunidas novamente. Desde 1910, com o decreto Apostolicae Romanorum Pontificium do Papa Pio X, as dioceses suburbicárias receberam bispos sufragâneos para aliviar as responsabilidades pastorais dos cardeais-bispos. Em 1966, as funções de bispo titular e bispo diocesano foram formalmente separadas.

## Lista de bispos

### Até 1000
- Não há registros precisos de bispos antes do século VI.
- Adeodato (século VI, atestado no concílio de São Símaco)[2]

### 1000–1200
- Pietro Senex (1102–1134), partidário do Antipapa Anacleto II a partir de 1130
- Theodwin (1134–1151), alemão, enviado em missões à Alemanha e Terra Santa
- Cencio de Gregorio (1154–1157)
- Bernard (1158–1176), promoveu a paz entre Papa Adriano IV e Frederico I do Sacro Império Romano-Germânico
- Guglielmo Marengo (1176–1178)
- Teodino de Arrone (1179–1186), examinou a causa de Tomás Becket
- Bobo (1189)
- Pietro Gallozia (1190–1211)
- Benedetto (1213–1216)
- Cinzio Cenci (1217)
- Conrado de Urach (1219–1227)
- Romano Bonaventura (1231–1243), confirmou os direitos da sé
- Ottone Candido (1244–1250/51), legado de Inocêncio IV a Frederico II
- Giacomo de Castell’Arquato (1251–1253)
- João de Toledo (1261–1275)
- Robert Kilwardby (1278–1279), ex-arcebispo de Canterbury, envenenado em Viterbo
- Bernard de Languissel (1281–1290)
- Matteo d'Acquasparta (1291–1302), ex-ministro-geral dos franciscanos, teólogo
- Giovanni de Morrovalle (1302–1312), ex-ministro-geral dos franciscanos
- Giacomo Arnaldo d'Euse (1313–1316), eleito Papa João XXII
- Bernard Castanet (1316–1317)
- Bérenger de Frédol, o Novo (1317–1323)
- Pierre d'Arabloy (1327–1331)
- Jean-Raymond de Comminges (1331–1348)
- Bernard d'Albi (1349–1350)
- Guido de Bolonha (1350–1373)
- Pietro Corsini (1374–1405), aderiu ao cisma ocidental
- Berenguer de Anglesola (1406-1408)
- Antonio Caetani (seniore) (1409–1412)
- Antonio Correr (1409–1431)
- Louis de Bar (1412–1431)
- Branda Castiglione (1431–1440)
- Domingo Ram y Lanaja (1444–1445)
- Francesco Condulmer (1445–1453)
- Guillaume d'Estouteville (1459–1461)
- Juan Carvajal (1461–1469)
- Richard Olivier de Longueil (1470)
- Filippo Calandrini (1471–1476)
- Rodrigo Borgia (1476–1492), eleito Papa Alexandre VI

### 1500–1600
- Jorge da Costa (1503–1508)
- Raffaele Riario (1508–1511)
- Domenico Grimani (1511–1523)
- Francesco Soderini (1523)
- Niccolò Fieschi (1523–1524)
- Alessandro Farnese (1524) Eleito Papa Paulo III em 1534
- Antonio Maria Ciocchi del Monte (1524–1533)
- Giovanni Piccolomini (1533–1535)
- Giovanni Domenico de Cupis (1535–1537)
- Bonifacio Ferrero (1537–1543)
- Antonio Sanseverino (1543)
- Marino Grimani (1543–1546)
- Giovanni Salviati (1546–1553)
- Gian Pietro Carafa (1553) Eleito Papa Paulo IV
- Jean du Bellay (1553–1555)
- Rodolfo Pio (1555–1562)
- Francesco Pisani (1562–1564)
- Federico Cesi (1564–1565)
- Giovanni Girolamo Morone (1565–1570)
- Cristoforo Madruzzo (1570–1578)
- Alessandro Farnese (1578–1580)
- Fulvio Giulio della Corgna (1580–1583)
- Giacomo Savelli (1583–1587)
- Giovanni Antonio Serbelloni (1587–1589)
- Innico d'Avalos d'Aragona (1591–1600)

### 1600–1800
- Tolomeo Gallio (1600–1603)
- Girolamo Rusticucci (1603)
- Girolamo Simoncelli (1603–1605)
- Domenico Pinelli (1605–1607)
- Girolamo Bernerio, O.P. (1607–1611)
- Antonio Maria Galli (1611–1615)
- Antonmaria Sauli (1615–1620)
- Giovanni Evangelista Pallotta (1620)
- Benedetto Giustiniani (1620–1621)
- Francesco Maria Bourbon del Monte Santa Maria (1621–1623)
- Francesco Sforza di Santa Fiora (1623–1624)
- Ottavio Bandini (1624–1626)
- Giovanni Battista Deti (1626–1629)
- Domenico Ginnasi (1629–1630)
- Carlos Emanuel Pio de Saboia (1630–1639)
- Marcello Lante della Rovere (1639–1641)
- Pier Paolo Crescenzi (1641–1645)
- Francesco Cennini de' Salamandri (1645)
- Giulio Roma (1645–1652)
- Carlos de Médici (1652)
- Francesco Barberini, Sr. (1652–1666)
- Marzio Ginetti (1666–1671)
- Francesco Maria Brancaccio (1671–1675)
- Ulderico Carpegna (1675–1679)
- Cesare Facchinetti (1679–1680)
- Carlo Rossetti (1680–1681)
- Niccolò Albergati-Ludovisi (1681–1683)
- Alderano Cibo (1683–1687)
- Pietro Vito Ottoboni (1687–1689), eleito Papa Alexandre VIII
- Flavio Chigi sr. (1689–1693)
- Giacomo Franzoni (1693–1697)
- Paluzzo Paluzzi Altieri degli Albertoni (1698)
- Emmanuel Théodose de la Tour d'Auvergne de Bouillon (1698–1700)
- Nicolò Acciaiuoli (1700–1715)
- Vicenzo Maria Orsini, O.P. (1715–1724), eleito Papa Bento XIII
- Fabrizio Paolucci (1724–1725)
- Francesco Pignatelli (1725–1734)
- Pietro Ottoboni (1734–1738)
- Tommaso Ruffo (1738–1740)
- Lodovico Pico della Mirandola (1740–1743)
- Annibale Albani (1743–1751)
- Pierluigi Carafa (1751–1753)
- Raniero d’Elci (1753–1756)
- Giovanni Antonio Guadagni, O.C.D. (1756–1759)
- Francesco Scipione Maria Borghese (1759)
- Giuseppe Spinelli (1759–1761)
- Camillo Paolucci (1761–1763)
- Federico Marcello Lante della Rovere (1763–1773)
- Gian Francesco Albani (1773–1775)
- Carlo Rezzonico Jr (1776–1799)

### 1800–1966
- Leonardo Antonelli (1800–1807)
- Luigi Valenti Gonzaga (1807–1808)
- Alessandro Mattei (1809–1814)
- Giuseppe Doria Pamphili (1814–1816)
- Antonio Dugnani (1816–1818)
- Giulio Maria della Somaglia (1818–1820)
- Michele di Pietro (1820–1821)
- Bartolomeo Pacca (1821–1830)
- Pietro Francesco Galleffi (1830–1837)
- Emmanuele de Gregorio (1837–1839)
- Giovanni Francesco Falzacappa (1839–1840)
- Carlo Maria Pedicini (1840–1843)
- Vincenzo Macchi (1844–1847)
- Luigi Lambruschini, B. (1847–1854)
- Mario Mattei (1854–1860)
- Costantino Patrizi Naro (1860–1870)
- Luigi Amat di San Filippo e Sorso (1870–1877)
- Camillo Di Pietro (1877–1878)
- Carlo Sacconi (1878–1884)
- Jean Baptiste François Pitra, O.S.B. (1884–1889)
- Luigi Oreglia di Santo Stefano (1889–1896)
- Lucido Maria Parocchi (1896–1903)
- Serafino Vannutelli (1903–1915)
- Antonio Vico (1915–1929)
- Tommaso Pio Boggiani, O.P. (1929–1942)
- Eugène Tisserant (1946–1967)

### Desde 1966
Desde 1966, as funções são divididas entre o bispo titular e o bispo diocesano.
|                   | Nome              | Período           | Notas             |
| Bispos Diocesanos | Bispos Diocesanos | Bispos Diocesanos | Bispos Diocesanos |
| ----------------- | ----------------- | ----------------- | ----------------- |
|                   | Luigi Liverzani   | 1966–1986         |                   |
|                   | Gaetano Bonicelli | 1986–1993         |                   |
|                   | Angelo Sodano     | 1993–2005         |                   |
|                   | Gino Reali        | 2005–2020         |                   |
|                   | Gianrico Ruzza    | 2020–presente     | Atual             |
| Bispos Titulares  |                   |                   |                   |
|                   | Eugène Tisserant  | 1946–1972         |                   |
|                   | Paolo Marella     | 1972–1984         |                   |
|                   | Agostino Casaroli | 1985–1998         |                   |
|                   | Roger Etchegaray  | 1998–2019         |                   |
|                   | Beniamino Stella  | 2020–presente     | Atual             |